# Ŋ̀
Cette page contient des caractères spéciaux ou non latins. S’ils s’affichent mal (▯, ?, etc.), consultez la page d’aide Unicode.
L’eng accent grave (majuscule : Ŋ̀, minuscule : ŋ̀) est une lettre supplémentaire de l'alphabet latin utilisée dans l’écriture du ngomba et du goo. Elle est composée d’un eng ‹ ŋ › diacrité d’un accent grave.

## Représentations informatiques
L’eng accent grave peut être représenté avec les caractères Unicode suivants, :
| formes    | représentations | chaînes de caractères | points de code | descriptions                                         |
| --------- | --------------- | --------------------- | -------------- | ---------------------------------------------------- |
| capitale  | Ŋ̀               | Ŋ◌̀                    | U+014A U+0300  | lettre majuscule latine eng diacritique accent grave |
| minuscule | ŋ̀               | ŋ◌̀                    | U+014B U+0300  | lettre minuscule latine eng diacritique accent grave |